# DDR-Meisterschaften im Boxen 1987

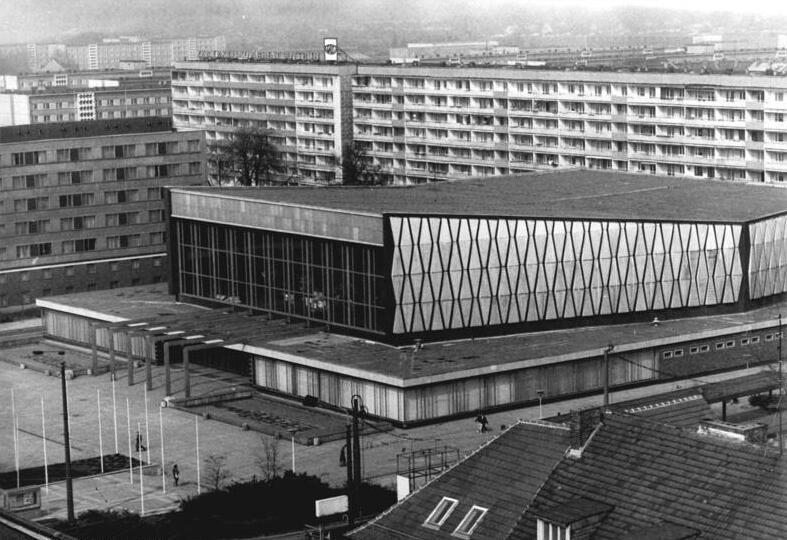
Stadthalle Cottbus
(Austragungsort der DDR-Meisterschaften im Boxen 1987)

Die DDR-Meisterschaften im Boxen wurden 1987 zum 39. Mal ausgetragen und fanden vom 2. bis 6. Dezember in der Stadthalle Cottbus statt. An den Titelkämpfen nahmen 91 Boxer teil, die in zwölf Gewichtsklassen die Meister ermittelten. Im Fliegengewicht starteten lediglich drei Boxer, weshalb es nur einen dritten Rang gab. Geboxt wurde auch in Hoyerswerda (Vorrunde), Weißwasser sowie Lübbenau (Zwischenrunde) und Senftenberg (Halbfinale). Der SC Traktor Schwerin war mit fünf Titeln der erfolgreichste Verein dieser Meisterschaft. Mit René Breitbarth, Henry Maske und Ulli Kaden verteidigten drei Boxer ihren Titel aus dem Vorjahr. Andreas Zülow und René Suetovius kamen diesmal eine Gewichtsklasse höher zu Titelehren. Als bester Boxer wurde der Superschwergewichtler Ulli Kaden geehrt und den Journalistenpreis erhielt der 17-jährige Federgewichtler Marco Rudolph. 

## Endergebnisse
| Gewichtsklasse                  | Gold                                      | Silber                           | Bronze                                   | Bronze                                 |
| Halbfliegengewicht (bis 48 kg)  | Mario Loch SG Wismut Gera                 | Jochen Födisch SC Cottbus        | Jan Eichhorst SC Traktor Schwerin        | Jan Quast ASK Vorwärts Frankfurt/O.    |
| Halbfliegengewicht (bis 48 kg)  | 4:1 nach Punkten                          |                                  | Jan Eichhorst SC Traktor Schwerin        | Jan Quast ASK Vorwärts Frankfurt/O.    |
| Fliegengewicht (bis 51 kg)      | Andreas Tews SC Traktor Schwerin          | Heiko Hinz SC Traktor Schwerin   | Roland Schmidt SC Traktor Schwerin       | – – –                                  |
| Fliegengewicht (bis 51 kg)      | 5:0 nach Punkten                          |                                  | Roland Schmidt SC Traktor Schwerin       | – – –                                  |
| Bantamgewicht (bis 54 kg)       | René Breitbarth SC Traktor Schwerin       | Jörg Gittner SG Wismut Gera      | René Rühle TSC Berlin                    | Jens Ziegler SC Chemie Halle           |
| Bantamgewicht (bis 54 kg)       | 5:0 nach Punkten                          |                                  | René Rühle TSC Berlin                    | Jens Ziegler SC Chemie Halle           |
| Federgewicht (bis 57 kg)        | Marco Rudolph SC Cottbus                  | Stefan Schiller TSC Berlin       | Peter Eichhorn BSG Motor Mitte Magdeburg | Frank Schmidt TSC Berlin               |
| Federgewicht (bis 57 kg)        | 5:0 nach Punkten                          |                                  | Peter Eichhorn BSG Motor Mitte Magdeburg | Frank Schmidt TSC Berlin               |
| Leichtgewicht (bis 60 kg)       | Andreas Zülow SC Traktor Schwerin         | Diego Drumm SC Cottbus           | Jörg Heidenreich SC Chemie Halle         | René Schöppenthau TSC Berlin           |
| Leichtgewicht (bis 60 kg)       | 5:0 nach Punkten                          |                                  | Jörg Heidenreich SC Chemie Halle         | René Schöppenthau TSC Berlin           |
| Halbweltergewicht (bis 63,5 kg) | Jan Heinemann SC Dynamo Berlin            | Wilko Saeger SC Traktor Schwerin | Olaf Trenn SC Traktor Schwerin           | Torsten Koch ASK Vorwärts Frankfurt/O. |
| Halbweltergewicht (bis 63,5 kg) | 5:0 nach Punkten                          |                                  | Olaf Trenn SC Traktor Schwerin           | Torsten Koch ASK Vorwärts Frankfurt/O. |
| Weltergewicht (bis 67 kg)       | Dirk Krause SC Traktor Schwerin           | Andreas Mehnert SC Chemie Halle  | Uwe Holzmann SC Chemie Halle             | Heiko Stange BSG Chemie PCK Schwedt    |
| Weltergewicht (bis 67 kg)       | 4:1 nach Punkten                          |                                  | Uwe Holzmann SC Chemie Halle             | Heiko Stange BSG Chemie PCK Schwedt    |
| Halbmittelgewicht (bis 71 kg)   | Torsten Schmitz SC Traktor Schwerin       | Enrico Richter SG Wismut Gera    | André Sobecki TSC Berlin                 | Cornel Ladewig TSC Berlin              |
| Halbmittelgewicht (bis 71 kg)   | kampflos (Verletzung)                     |                                  | André Sobecki TSC Berlin                 | Cornel Ladewig TSC Berlin              |
| Mittelgewicht (bis 75 kg)       | Henry Maske ASK Vorwärts Frankfurt/O.     | Maik Olesch SC Chemie Halle      | Sven Siebert TSC Berlin                  | Andy Liebing TSC Berlin                |
| Mittelgewicht (bis 75 kg)       | 5:0 nach Punkten                          |                                  | Sven Siebert TSC Berlin                  | Andy Liebing TSC Berlin                |
| Halbschwergewicht (bis 81 kg)   | Manfred Gebauer BSG Motor Mitte Magdeburg | René Ryl TSC Berlin              | Maik Koudele SC Chemie Halle             | Jahn BSG Chemie PCK Schwedt            |
| Halbschwergewicht (bis 81 kg)   | 3:2 nach Punkten                          |                                  | Maik Koudele SC Chemie Halle             | Jahn BSG Chemie PCK Schwedt            |
| Schwergewicht (bis 91 kg)       | René Suetovius SC Chemie Halle            | Maik Heydeck SC Dynamo Berlin    | Peter Schäfer BSG Stahl Hennigsdorf      | René Monse BSG Motor Mitte Magdeburg   |
| Schwergewicht (bis 91 kg)       | 3:2 nach Punkten                          |                                  | Peter Schäfer BSG Stahl Hennigsdorf      | René Monse BSG Motor Mitte Magdeburg   |
| Superschwergewicht (über 91 kg) | Ulli Kaden SG Wismut Gera                 | Ingo Neumann SC Chemie Halle     | Guido Wesp BSG Motor Mitte Magdeburg     | Lutz Philipp BSG Stahl Hennigsdorf     |
| Superschwergewicht (über 91 kg) | RSC 1. Runde (Überlegenheit)              |                                  | Guido Wesp BSG Motor Mitte Magdeburg     | Lutz Philipp BSG Stahl Hennigsdorf     |

## Medaillenspiegel
| Platz | Verein                             | Verein                    | Gold | Silber | Bronze | Total |
| ----- | ---------------------------------- | ------------------------- | ---- | ------ | ------ | ----- |
| 01    | Logo vom SC Traktor Schwerin       | SC Traktor Schwerin       | 5    | 2      | 3      | 10    |
| 02    | Logo der SG Wismut Gera            | SG Wismut Gera            | 2    | 2      | –      | 04    |
| 03    | Logo vom SC Chemie Halle           | SC Chemie Halle           | 1    | 3      | 4      | 08    |
| 04    | Logo vom SC Cottbus                | SC Cottbus                | 1    | 2      | –      | 03    |
| 05    | Logo vom SC Dynamo Berlin          | SC Dynamo Berlin          | 1    | 1      | –      | 02    |
| 06    | Logo der BSG Motor Mitte Magdeburg | BSG Motor Mitte Magdeburg | 1    | –      | 3      | 04    |
| 07    | Logo vom ASK Vorwärts Frankfurt/O. | ASK Vorwärts Frankfurt/O. | 1    | –      | 2      | 03    |
| 08    | Logo vom TSC Berlin                | TSC Berlin                | –    | 2      | 7      | 09    |
| 09    | Logo der BSG Chemie PCK Schwedt    | BSG Chemie PCK Schwedt    | –    | –      | 2      | 02    |
| 09    | Logo der BSG Stahl Hennigsdorf     | BSG Stahl Hennigsdorf     | –    | –      | 2      | 02    |
|       | Total                              | Total                     | 12   | 12     | 23     | 47    |